# 스타로나고리차네시

스타로나고리차네 시의 위치

스타로나고리차네시(마케도니아어: Општина Старо Нагоричане)는 마케도니아 공화국 북부에 위치한 지방 자치체로 행정 중심지는 스타로나고리차네이며 면적은 433.41km2, 인구는 4,840명(2002년 기준)이다. 북쪽으로는 세르비아와 국경을 접하며 서쪽으로는 쿠마노보 시, 남쪽으로는 크라토보 시, 동쪽으로는 란코프체 시와 접한다.